# Сердце Анд
«Сердце Анд» (англ. The Heart of the Andes) — картина, написанная американским художником Фредериком Эдвином Чёрчем (Frederic Edwin Church, 1826—1900) в 1859 году. Принадлежит Музею Метрополитен в Нью-Йорке. Размер картины — 68⅛ × 119¼ дюйма (168 × 303 см).

## История

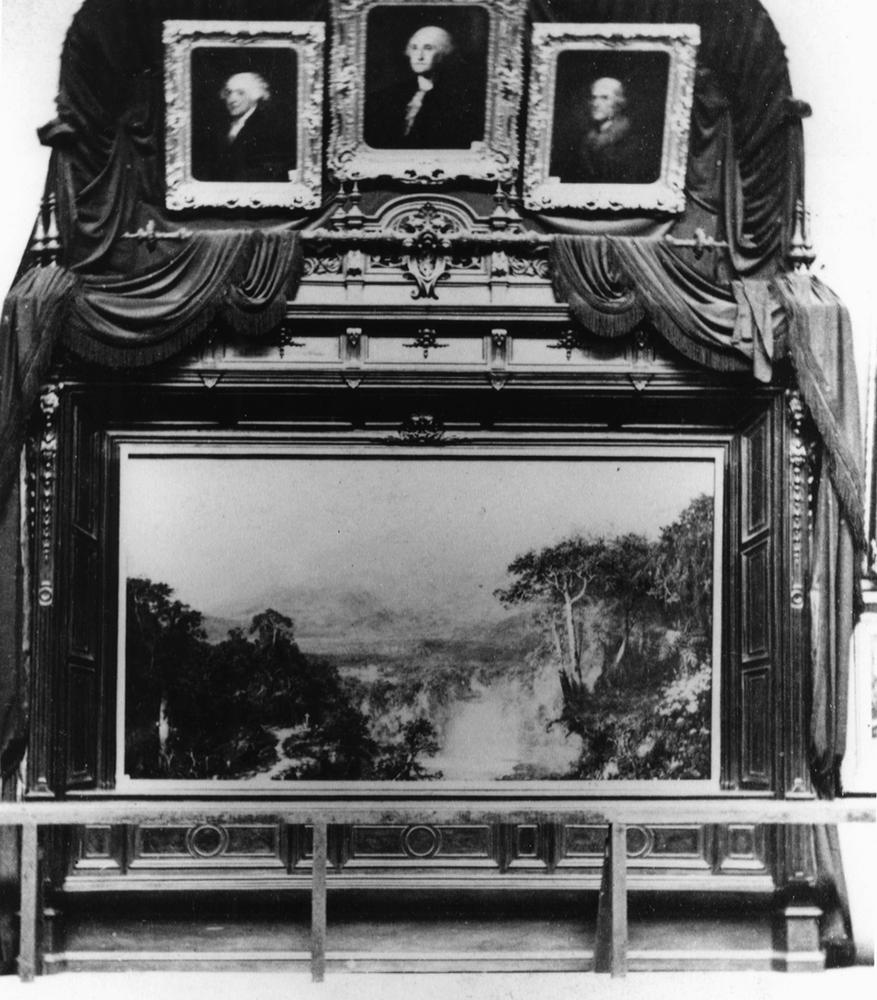
Картина «Сердце Анд» на выставке 1864 года

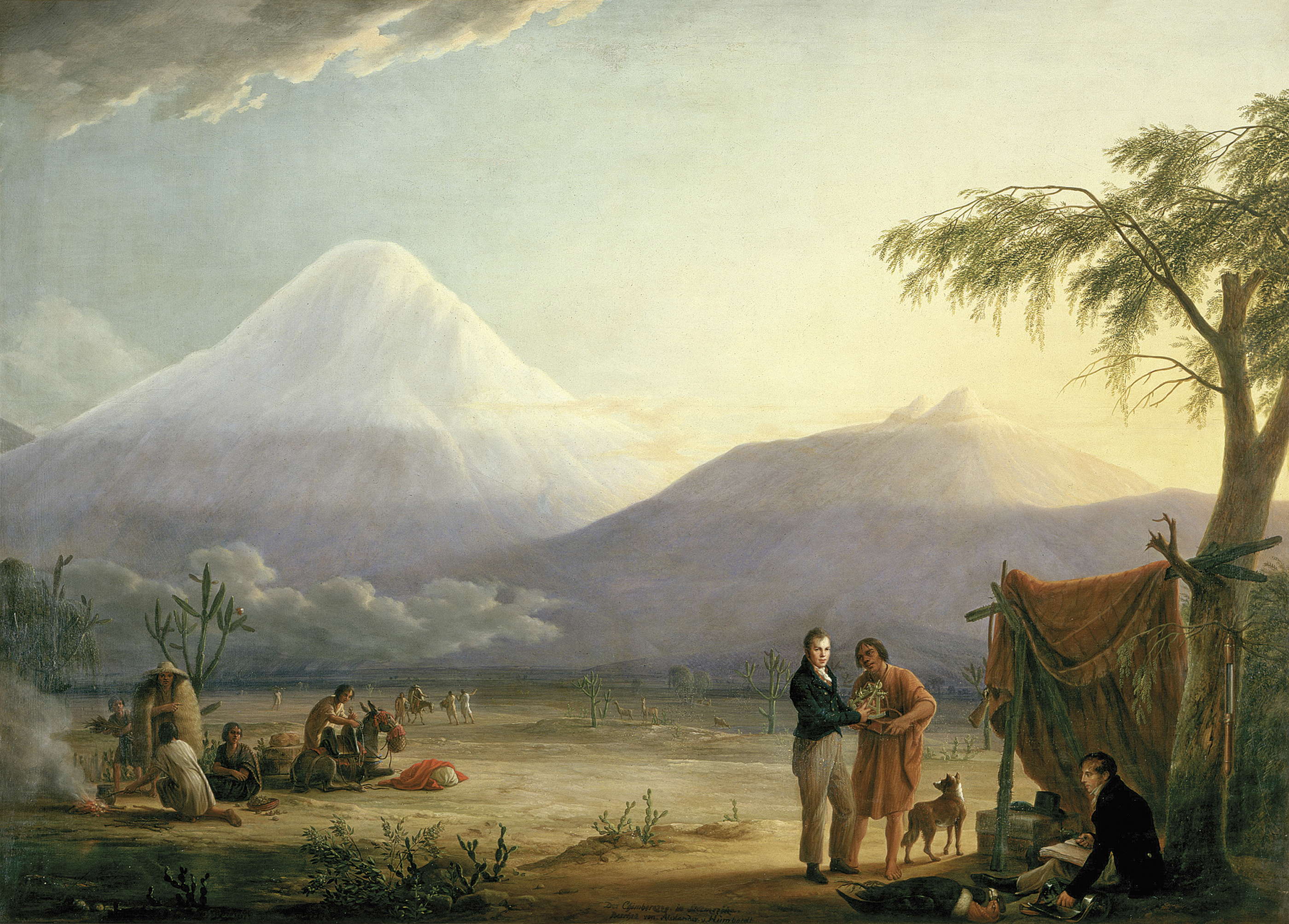
«Александр Гумбольдт и Эме Бонплан у подножия вулкана Чимборасо», картина Ф.Г. Вейча 1810

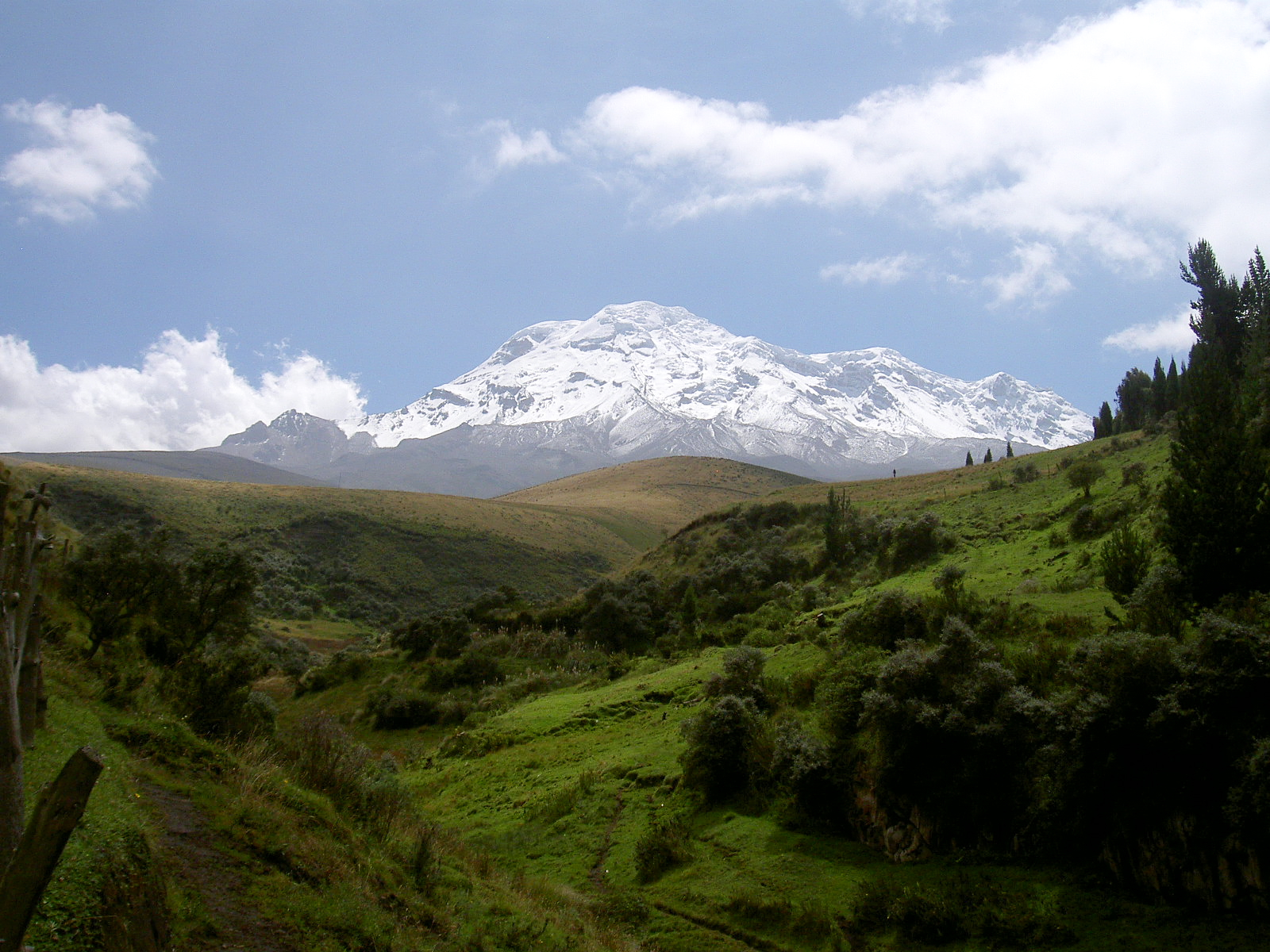
Вулкан Чимборасо — самая высокая точка Эквадора

Картина «Сердце Анд» была написана под влиянием впечатлений от второй поездки Фредерика Эдвина Чёрча в Южную Америку, состоявшейся в мае—июне 1857 года, во время которой он посетил горные районы Эквадора. Результатом этой поездки были многочисленные рисунки и эскизы.
Идея этих путешествий Чёрча была связана с более ранними исследованиями Александра Гумбольдта.
Картина была впервые выставлена в мае 1859 года в нью-йоркской студии Чёрча, которая находилась на 10-й улице Манхэттена, между 5-й и 6-й авеню. Картина пользовалась большим успехом, и за три недели 12 тысяч человек заплатили взнос в 25 центов, чтобы посмотреть на неё. После нью-йоркского показа картина отправилась в Англию, а к осени того же 1859 года вернулась в США и выставлялась в разных городах более года. Картина была продана за 10 тысяч долларов — на тот момент, это была самая большая цена, когда-либо уплаченная за картину американскому художнику. Покупательницей картины была Маргарет Доус (Margaret Dows), которая в 1909 году завещала её Музею Метрополитен в Нью-Йорке.

## Описание
Картина «Сердце Анд» не соответствует какому-то определённому ландшафту, а представляет собой идеализированный вид, скомбинированный из нескольких впечатлений художника. На заднем плане изображён эквадорский вулкан Чимборасо, который также присутствует на некоторых других картинах Чёрча.